# Ursus 10014T
Ursus 10014T (PROTOTYP) – prototypowy ciągnik rolniczy wyprodukowany przez Ursus S.A. z wykorzystaniem układu przeniesienia napędu południowokoreańskiej firmy TYM. Został zaprezentowany podczas wystawy rolniczej Agro Tech 2013 w Kielcach.
| Dane techniczne                      | URSUS 10014T (PROTOTYP)               |
| ------------------------------------ | ------------------------------------- |
| SILNIK (Marka i model)               | Deutz TCD 3.6 L4 Euro IIIB            |
| Rodzaj silnika                       | turbodoładowany z chłodnicą powietrza |
| Moc (ISO 14396) kW/KM przy obr / min | 77 / 105 - 2200                       |
| Moment obrotowy, Nm przy obr / min   | 440 - 1600                            |
| Pojemność (cm3) / ilość cylindrów    | 3600 / 4                              |
| Filtr powietrza                      | suchy, dwustopniowy                   |
| Pojemność zbiornika paliwa (litr)    | 125                                   |